# ワス
ワスはリビア南部、チャドとの国境の近くの小さな村。1986年、チャド内戦後期にリビアとチャドが衝突したトヨタ戦争の舞台であるアオゾウ地帯やアオゾウオアシスに近い。チャドのティベスティの小さな航空航路がある。